# Ermita de San Joaquín (Nules)
La ermita de San Joaquín, llamada en Nules Ermita de Sant Xotxim, es un edificio de culto católico, datado del siglo XVIII, que se encuentra en la plaza de la Ermita de Nules, en la comarca de la Plana Baja, que está catalogado como Bien de Relevancia Local según la Disposición Adicional Quinta de la Ley 5/2007, de 9 de febrero, de la Generalitat, de modificación de la Ley 4/1998, de 11 de junio, del Patrimonio Cultural Valenciano (DOCV Núm. 5.449 / 13/02/2007), con código 12.06.082-015.

## Historia
Según el cronista oficial de Nules, Vicent Felip Sempere, la llegada a la población de la orden de los Carmelitas Descalzos trajo consigo una serie de transformaciones en la población, entre ellas, el inicio de la devoción a San Joaquín. Esta devoción creció y se arraigó rápidamente y con fervor entre los católicos practicantes de aquella época hasta el punto de tenerse constancia documental de que en el año 1708 una parroquiana llamada Ana Cavaller, donó un terreno, que en aquel momento estaba dedicado al cultivo de higueras, situado a las afueras del arrabal del Portal de Valencia (que estaba situado junto al camino Real y el puente del Olm), para que se utilizara como zona de construcción de un ermitorio que estuviera dotado de ermita, casa para el ermitaño y un huerto que le permitiera proveerse de alimento.
De esta manera el 26 de diciembre de 1708 se inicia la construcción de la ermita, que se terminó con cierta rapidez. Pronto la gente del arrabal del Portal de Valencia cogió a San Joaquín como patrono del barrio, pasando a celebrar su festividad con actos de culto en la ermita. Pero, quitando de este uso, la ermita era poco frecuentada, pese a que en años alternos era escogida como lugar desde donde bendecir el término en el día de la Vera Cruz.
La ermita sufrió daños y profanaciones durante la ocupación napoleónica, lo que llevó al obispo de Tortosa de aquel momento, José Salinas, prohibió su reconstrucción sin pedir antes su permiso. Esta prohibición la retiró el obispo que le sucedió en el cargo mientras realizaba una visita pastoral. De esta manera la ermita volvió a esta en uso al cabo de unos dos años.
En la primera década del siglo XX, tanto la ermita como la casa del ermitaño estaban en ruinas lo que llevó al Alcalde de Nules a desalojar al ermitaño el 21 de marzo de 1910. Se procedió al derribo del emeritorio y se inicia la construcción de una nueva ermita que quedará finalizada en el año 1926, en estilo neogótico.
Tras la guerra civil el Servicio Nacional de Regiones Devastadas y Reparaciones utilizó parte del huerto de la ermita y de su plazoleta para ampliar la plaza y dar origen a las calles adyacentes, más tarde, otra parte de su terreno fue utilizado para la construcción de la carretera N-340, con lo que la ermita se separó de lo que quedaba del terreno de huerto inicial que quedó al otro lado de la nueva vía de comunicación. Más tarde ese terreno fue apropiado por un particular y otro tramo se tomó como parte de vía urbana.
La ermita ha sido restaurada en el año 1982.

## Descripción artística
Se trata de una pequeña ermita de estilo neogótico de la que destaca el retablo (del mismo estilo) que la decora y que procede de la capilla de la antigua casa de los Alemanes. En este retablo se ubica la imagen de San Joaquín venerada por los habitantes del arrabal del Portal de Valencia, barrio en el que se encuentra la ermita. El exterior es blanco y de la planta de la ermita destaca el anexo, en la parte posterior, de la sacristía que cuenta con un tejado independiente y puerta lateral y ventada enrejada.
Externamente pueden apreciarse los contrafuertes laterales. Y de su fachada destaca el frontón acabado con cornisa escalonada que queda rematada por una espadaña con hueco para una sola campana y con decoraciones piramidales. La entrada a la ermita se hace a través de una puerta ojival (enmarcada en una archivolta con adornos que sostiene una pequeña imagen del santo) a la que se accede por tres escalones.
La campana tiene 40 centímetros de diámetro y un peso de 37 kilos, siendo obra del fundidor Manuel Roses Vidal, del Grau de Valencia, y data de 1945. Presenta en el medio la inscripción: "SAN JOAQUIN / AÑO 1945 / SIENDO ARCIPRESTE / DON JUAN FIGUEROLA DOMINGO". Esta campana presenta una protección genérica ya que forma parte de un inmueble catalogado como Bien de relevancia Local, por lo que las intervenciones que precise deben ser comunicadas a la Dirección General del Patrimonio Cultural Valenciano adjuntando el proyecto antes del inicio de los trabajos que requiera.